# Husův sbor (Nová Paka)
Husův sbor v Nové Pace (okres Jičín) je kostel Církve československé husitské stojící v Kumburské ulici; v roce 2004 byl prohlášen za kulturní památku.

## Historie a charakter stavby
Kostel, podobně jako jiné Husovy sbory z tohoto období, představuje ukázku meziválečné modernistické architektury s funkcionalistickými prvky. Zděná trojlodní stavba na podélném půdorysu podle návrhu architekta Josefa Kavana z Nové Paky byla dokončena v roce 1937. Ve 30. letech se již upouštělo od experimentálních staveb Husových sborů z konce 20. let a forma husitského kostela se přiblížila katolickému loďovému chrámu s věží umístěnou v hlavním průčelí, v tomto případě na východní straně budovy s modlitebnou. Na západní straně se nachází správní budova s bytem faráře. Střecha budovy je valbová, střecha věže je rovná, na vrcholu osazená papežským křížem. Modlitebna i věž mají úzká vertikální okna, v případě modlitebny řazená blízko vedle sebe; některá okna mají výplně s figurálními motivy od Josefa Plachoty z roku 1938. Obvod stavby je tvořen soklem vysokým 1,5 – 1,8 m. Přímým schodištěm se vystupuje na zastřešenou terasu podepřenou sloupy po celé šířce hlavního průčelí. Dvěma dvoukřídlými prosklenými dveřmi se vstupuje do zádveří, kde se nachází též schodiště, které umožňuje vstup na kruchtu a do věže. Kruchta je vynesena nad prostorem zádveří a částečně vystupuje do prostoru modlitebny. V modlitebně, která má rozměry cca 13,5 x 15 m, jsou obě postranní lodě odděleny od střední části vždy dvojicí kulatých sloupů.
Původní zvony, umístěné ve věži kostela, byly zrekvírovány v průběhu 2. světové války. Nyní jsou zde umístěny tři zvony, které sem byly přeneseny ze zrušeného kostela v Rudníku. Jedná se o klasicistní zvonařskou práci německého původu; mají různou výšku a různé průměry, po obvodu všech třech jsou německé nápisy a stejné vročení 1868. Velký zvon, zavěšený uprostřed, má výšku 93 cm a průměr 105 cm, střední zvon má výšku 75 cm a průměr 73 cm. Třetí nižší zvon má výšku 65 cm a průměr 73,5 cm.
Ohradní zeď objektu Husova sboru je na severovýchodní straně dlouhá 17 m a je vybudovaná z kvádrů, doplněných pletivem v kovových rámech. Přilehlý hřbitov je oddělen 35 m dlouhou a 1 m vysokou kamennou zídkou s drátěným pletivem. Nedílnou součástí objektu Husova sboru jsou i urbanisticky vyřešené okolní pozemky, včetně oplocení a celý komplex je ukázkou funkcionalistické sakrální stavby s upraveným okolím. Ministerstvo kultury proto rozhodlo v roce 2004 prohlásit Husův sbor v Nové Pace za kulturní památku. V objektu jsou druhotně užity klasicistní zvony ze zrušeného kostela.

## Další využití budovy
V budově Husova sboru se kromě náboženských činností, křtů, biřmování ap. konají i různé společenské akce. V posledních letech to byla třeba výstava pedagogů a módní přehlídka, výstava poštovních známek, skautský slib aj. Průběžně se zde konají výstavy výtvarných umělců a také tradiční adventní a varhanní koncerty, nebo pěvecké koncerty různých pěveckých sborů.